# 羅冠樵
羅冠樵（1918年—2012年11月7日），香港插畫家，為《兒童樂園》創辦人。

## 生平
- 1918年    廣東順德出生
- 1938年    廣州市立美術專科學校畢業，主修西洋畫。
- 1947年    自廣州移居香港
- 1953年    創辦《兒童樂園》
- 1999年    獲香港藝術發展局頒發視藝終身成就獎 [1]
- 2008/09年 香港文化博物館展出「兒童樂園 ─ 羅冠樵的藝術世界」 [2]
- 2012年    逝世

## 外部連結
- 《儿童乐园》创办人罗冠樵逝世 50年代脍炙人口 伴港人成长[永久]